# 金鋼狼
金剛狼（英語：Wolverine），是出現在漫威漫畫出版的刊物《X戰警》中的虛構超級英雄。本名詹姆斯·吉米·“羅根”·豪利特（James Howlett），現今普遍叫作羅根（Logan）。首次出現於《不可思议的绿巨人》第180期（1974年十月）；由作家萊恩·韋恩與藝術指導老约翰·罗米塔設計角色，賀伯·特林普所繪。
IGN將金鋼狼排名於任何時刻最偉大的漫畫英雄第4名。

## 人物
金鋼狼首次出現於《巨型的X戰警》#1（1975年5月）中，後來被編入了X戰警的「全新的，不同的」團隊。《X戰警》漫畫系列的作者克里斯·克雷蒙和繪者約翰·布萊恩在角色發展上聲稱金鋼狼為X戰警的故事中一名十分重要的角色，強調金鋼狼的年齡是所有成員中最年長的。漫畫家法蘭克·米勒與克雷蒙合作，協助重新修正金鋼狼，1982年12月出版分為四部著名期限系列，以口號「我是我所做的最好的，但我做的不是很好」再次登台。
金鋼狼的本名為詹姆斯·吉米·豪利特，現今普遍被稱作羅根，是一名力量十分強大的變種人，具有動物般敏銳的五官、經過強化的物理能力、手上可伸縮的骨爪以及十分強大且迅速的再生自癒能力，其能從所有創傷、疾病或者毒素的侵入下快速地復原，因此壽命也比正常人的壽命長許多。在《X武器》中的「超級士兵」計畫中，其強大的治癒能力使他的骨骼成功被注入了一種堅不可摧的合金：亞德曼金屬，因而不會有致死的風險。

## 能力

### 再生治癒因子
金鋼狼的再生治癒能力極大地延緩了他的衰老速度，這也是他能從1880年代出生後仍能生存至今的主要原因。因為自癒能力的緣故，毒物或麻醉藥只能對他產生數秒的效果。根據X教授對其自癒能力的分析，金鋼狼的再生自癒能力主要來自於其大腦，亦即代表如果其大腦被摧毀或者溺水的話就會死亡，而幸運的是，他的大腦被由亞德曼金屬造成的堅硬頭骨所保護，因此幾乎等同於不能殺死。金鋼狼的復原速度亦極為驚人，只要不是被瞬間完全摧毀身體的話都能在一段短時間內自我恢復。就算是要害如心臟也能再生，缺點是如果過於痛苦的話可能會令其喪失當時的一段記憶。

### 格鬥好手
金鋼狼是漫威宇宙中最頂尖的格斗大师之一，雖然曾經數次喪失記憶，但因為曾經於世界各地遊走過，加上參與過多次戰爭，因而使他學習過多種格鬥技巧和武術。

### 亞德曼合金製成的骨骼與骨爪
金鋼狼的體內擁有被亞德曼金屬覆蓋的骨骼，金鋼狼在參加「X武器」計劃的時候在全身上下的骨頭上被植入了一種在分子層面上十分堅固，名為亞德曼合金的人造合金，由於被植入在骨骼上，從此使得金鋼狼手上的骨爪變得堅不可摧，同時因為體內的再生自癒因子的影響而導致金鋼狼體內的亞德曼合金產生變異，形成了不會影響其生長的亞德曼金屬。

### 變種基因帶來的影響
金鋼狼可以舉起兩噸的重物，跑得比普通人的眼睛快，亦可以跳得非常高。金鋼狼擁有十分專業的追蹤技巧，受惠於自身基因的影響，金鋼狼的嗅覺極度靈敏，可以確切知道敵人在哪裡和往哪裡跑等。

### 獸性爆發
金鋼狼平時很暴躁，如果把金鋼狼氣過頭，他就會進入狂暴狀態，在這種狀態下，金鋼狼會失去所有自制力及疼痛感，激發他被改造前就已經有的殺戮本能。

## 私人生活
羅根一生中愛過許多女性，例如琴·葛雷、矢志田真理子、多米諾和梅莉塔等等。然而因為他本身老化速度慢，所以在愛情生活方面非常可淒。但他在後期育有一子戴肯，其同樣擁有強大的自癒能力。
另外，他的複製人X-23在加入X戰警後把金鋼狼當成自己的哥哥看待，而如果任何一個女性靠近金鋼狼，她就會十分吃醋甚至妒火中燒。但在漫畫《X-23》中，金鋼狼有意思要將她收養為女兒。在獨眼龍的同意下讓她加入獨眼龍秘密承認的“X特攻隊”，負責在不得已的情況下握有殺戮大權的X戰警，成員分別為金鋼狼、多米諾、戰跡、靈蝶和死侍等等。
事後金鋼狼要求X-23自己找出生活的一條路，但她除了殺人外實在不會其他的，但她仍在金鋼狼看護下努力著。
X-23在羅根死去後繼承其金鋼狼的稱號，成為第二代金鋼狼，並加入复仇者聯盟。

## 歷史
金鋼狼是典型的越南戰爭後湧進美國通俗文化的反當局反英雄角色，因而成為漫威漫畫旗下的超級英雄團體X戰警中最受歡迎的人物之一。
自從1988年開始便經常出現以金鋼狼為主角的角色作品，有電視動畫、電子遊戲和電影，在二十世紀福斯發行的《X戰警系列電影》中的金鋼狼由飾演。2008年5月，金鋼狼亦在知名電玩娛樂雜誌《Wizard》所選出的「有史以來前兩百大漫畫人物」中排名第一；六月，在《Empire》雜誌選出的「五十大漫畫人物」中，排名第四。
2001年至2002年的短篇系列《Origin》提及到金鋼狼的本名為詹姆斯·吉米·豪利特，是在1830年代出生於加拿大的富裕子弟。在漫畫系列中，金鋼狼因為家族悲劇而躲至加拿大亞伯特省北部的一個採礦殖民地，並隱姓改名為「羅根」 。 羅根在一個礦坑中成長，一生中多半的時間都在與荒野的狼群共處，直到重返文明世界。在第二次世界大戰期間，羅根曾經與美國隊長一起作戰，持續他的美軍使命生涯，亦曾為加拿大傘兵部隊賣命。戰後和美國黑足印第安人情人銀狐同居。銀狐因意外去世後，金鋼狼被召入加拿大的聯合軍隊「Team X」。
2014年9月的漫畫故事《金鋼狼之死》中，金鋼狼因为失去了自癒能力而死去。而在2018年的《金鋼狼歸來》中再次復活。

### 相關作品
主要系列：
- 不可思议的绿巨人 #180-182（1974年10－12月）
- 巨型的X戰警 #1（1975年5月）
- X戰警 #94—141, 不可思議的X戰警 #142-on
- 金鋼狼  #1-4（1982年9－12月）
- Kitty Pryde和金鋼狼 #1–6（1984年11月－1985年4月）
- 金鋼狼 Vol. 2, #1–189（1988年11月－2003年6月）
- 漫威漫畫呈現 #1–10, 39–142, 150–155
- 起源 #1–6（2001年11月－2002年7月）
- 蜘蛛人 vs. 金鋼狼 #1（1987年2月）
- 蜘蛛人 vs. 金鋼狼 Vol. 2, #1–4（2003年8－11月）
- 金鋼狼：起源 #1—  (2006年7月— )
- 金鋼狼 Vol.3, #1—  (2003年7月— )
- 驚人的X戰警 #3（1995年5月）
- 驚人的X戰警 Vol.2, #1–3（1999年9－11月）
- 驚人的X戰警 Vol.3, #1—  (2004年5月— )
- X武器 #1–4（1995年3－6月）
- X武器 Vol.2, #1–28
- X戰警 Vol.2, #1–113, 157–207
- 新X戰警  #114–156
- X戰警：遺產 #212, 216–218, 220
- 新復仇者 #4—  (2005年3月— )
- X部隊 vol.2, #4–6（2002年）
- X陪隊 vol.3, #1—  (2008年2月— )
- 金鋼狼：第一戰 #1—  (2008年3月— )
- X戰警：分而治之 #2 (of 2)
- X戰警：天定命運 #2–3, 5
- X-treme X戰警 #20–25, 29
- 金鋼狼：X武器 #1—  (2009年6月— )

### 其他版本
身為漫威漫畫中最受歡迎的角色之一，金鋼狼理所當然擁有許多改編以及相關延伸作品。舉例來說，漫畫《Exiles》的內容就出現了金鋼狼的星球；在《Marvel Mangaverse》中，金鋼狼甚至是X戰警的創辦人；而《Marvel Zombies》裡甚至與其他角色一同殭屍化。「終極」金鋼狼部分的漫畫主線，作為《Ultimate X-Men》系列的開端。最近期的新版本，以年老的羅根為主要故事線，是一個在五十年後超級英雄已經不存在的未來世界。在這條時間線內，金鋼狼已經相當年老，而且已經成為一個和平主義者，他的故事亦己經完結。

## 其他媒體
金鋼狼是眾多出現在X戰警故事的人物中少數被大量廣泛改編至其他媒介的角色，範圍擴及到電影、電視和電腦遊戲，且是X戰警裏唯一擁有屬於自己的電子遊戲的人物。

### 電視
- 《Q版大英雄》
- 《漫威日本動畫》
- 《復仇者聯盟：史上最強英雄戰隊》
- 《終極蜘蛛俠》
- 《X戰警》
- 《X戰警 '97》

### 電影
- X戰警系列電影：由休·傑克曼飾演羅根／金鋼狼。
  - 《X戰警》（2000年）
  - 《X戰警2》（2003年）
  - 《X戰警：最後戰役》（2006年）
  - 《X戰警：金鋼狼》（2009年）：由特洛耶·希文飾演少年時期的羅根。
  - 《X戰警：第一戰》（2011年）：客串
  - 《金鋼狼：武士之戰》（2013年）
  - 《X戰警：未來昔日》（2014年）
  - 《X戰警：天啟》（2016年）：客串
  - 《羅根》（2017年）
  - 《死侍2》（2018年）：片尾客串

- 漫威電影宇宙：由休·傑克曼回歸飾演羅根／金鋼狼。
  - 《死侍與金鋼狼》（2024年）：亨利·卡菲爾客串飾演另一個宇宙的羅根。

### Podcast
- 《金鋼狼（英语：Wolverine (podcast)）》：由李察·阿米塔吉聲演金鋼狼。
- 《漫威廢土之民（英语：Marvel's Wastelanders）》：由罗伯特·帕特里克聲演金鋼狼。

### 遊戲
- 《X戰警》（1993）
- 《X戰警：磁場原子人》
- 《漫威英雄 Online》
- 《樂高漫威超級英雄》
- 《MARVEL未來之戰》：手機遊戲，金鋼狼是玩家可使用角色之一。
- 《漫威超級戰爭》
- 《MARVEL未來革命》：手機遊戲，金鋼狼是玩家可使用角色之一。
- 《漫威午夜之子》
- 《漫威爭鋒》：由史蒂夫·布魯姆配音。

## 主要敵人
- 血腥（英语：Bloodscream）
- 奇美拉（英语：Chimera (Marvel comics)）
- 馬爾科姆·科爾科德（英语：Malcolm Colcord）
- 亞伯拉罕·科尼利厄斯（英语：Abraham Cornelius）
- 網絡（英语：Cyber (comics)）
- 創世紀（英语：Genesis (Marvel Comics)）
- 高貢（英语：Gorgon (Tomi Shishido)）
- 手合會
- 布倫特·傑克遜（英语：Brent Jackson）
- 死亡女（英语：Lady Deathstrike）
- 湯瑪斯·羅根（英语：Thomas Logan）
- X先生（英语：Mister X (Marvel Comics)）
- 魔形女
- 核彈（英语：Nuke (Marvel Comics)）
- 奧貢（英语：Ogun (comics)）
- 紅色歐米茄（英语：Omega Red）
- 索頓教授（英语：Professor Thorton）
- 羅慕路斯（英语：Romulus (comics)）
- 翼龍人（英语：Sauron (comics)）
- 希瓦（英语：Shiva (Marvel Comics)）
- 銀武士
- 孢子（英语：Spore (comics)）
- 松雄（英语：Matsu'o Tsurayaba）
- 毒蛇（英语：Viper (Madame Hydra)）
- 溫迪哥（英语：Wendigo (comics)）
- 矢志田信玄（英语：Shingen Yashida）
- 野孩子（英语：Wild Child (comics)）

## 外部連結
- 互联网电影数据库上金鋼狼的资料
- 金鋼狼 （页面存档备份，存于）在驚奇環球頁面
- 中的“金鋼狼”
- 金鋼狼檔案 （页面存档备份，存于）
- 非官方金鋼狼資料